# فرانك سميث (مخرج)
فرانك سميث (بالإنجليزية: Frank Smith)‏ هو رسام رسوم متحركة ومخرج أمريكي، ولد في 31 أغسطس 1911 في غلادستون في الولايات المتحدة، وتوفي في 23 فبراير 1975 في لوس أنجلوس في الولايات المتحدة.

## وصلات خارجية
- فرانك سميث على موقع IMDb (الإنجليزية)
- فرانك سميث على موقع أول موفي (الإنجليزية)